# یواس‌اس المدا (اس‌پی-۱۰۴۰)
یواس‌اس المدا (اس‌پی-۱۰۴۰) (به انگلیسی: USS Alameda (SP-1040)) یک کشتی است که طول آن ۶۵ فوت (۲۰ متر) می‌باشد. این کشتی در سال ۱۹۱۷ ساخته شد.